# Carlo Cantoni
Carlo Cantoni (Gropello Lomellino, 20 novembre 1840 – Gropello Lomellino, 11 settembre 1906) è stato uno storico della filosofia e politico italiano.

## Biografia
Carlo Cantoni nacque a Gropello Lomellino, ora Gropello Cairoli, il 20 novembre 1840 da Giovanni Cantoni e Giuditta Magnaghi.

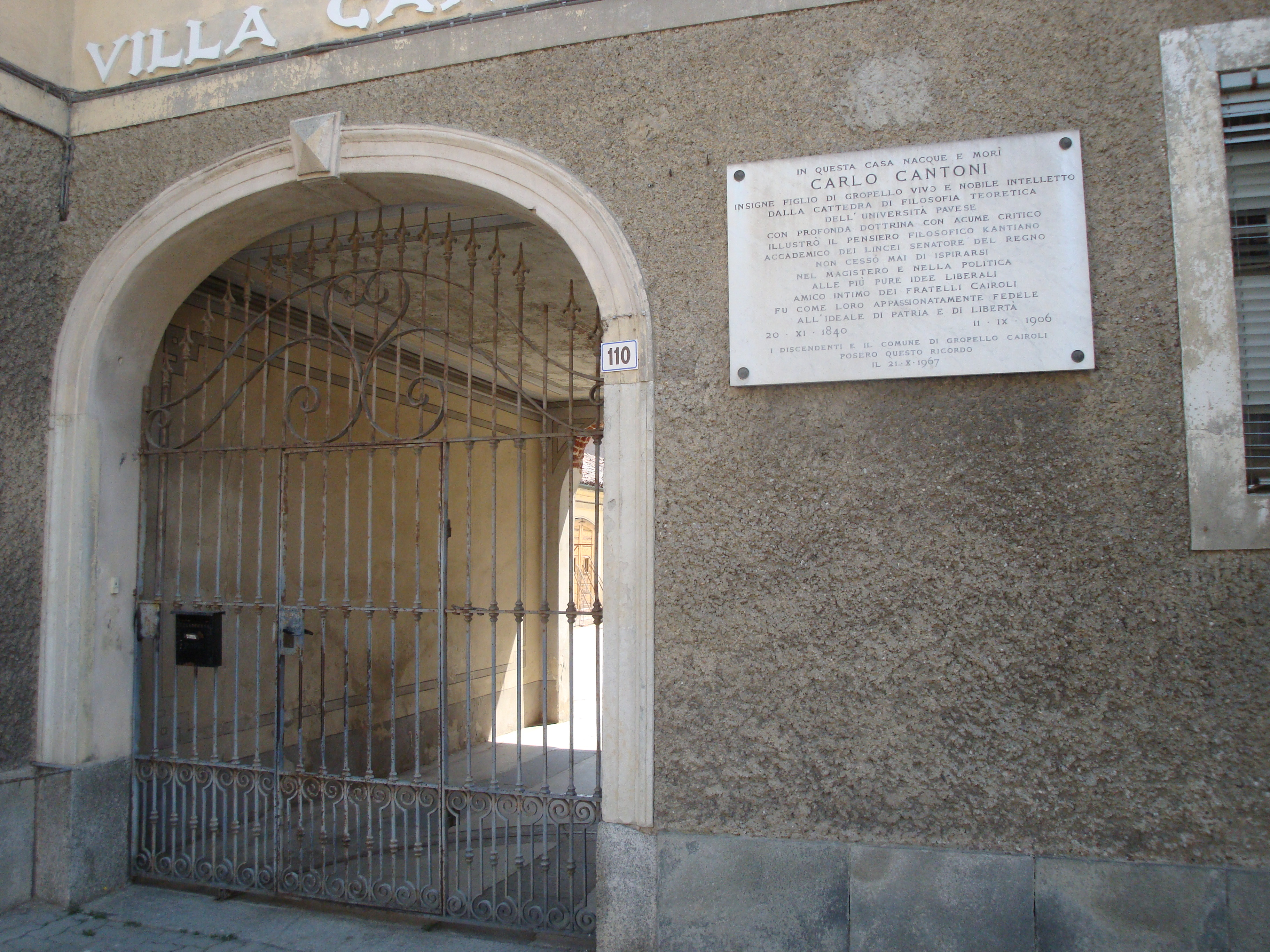
La casa natale a Gropello Cairoli

Frequentò il liceo di Casale Monferrato, sotto l'insegnamento di Luigi Ferri, continuò gli studi in Germania ed a Torino (sotto la forte influenza di Terenzio Mamiani) dove si laureò.
Fu professore dapprima nei licei di Torino e di Milano; ottenne poi nel 1869 l'incarico di Antropologia e di Filosofia teoretica all'Accademia scientifico-letteraria di Milano.

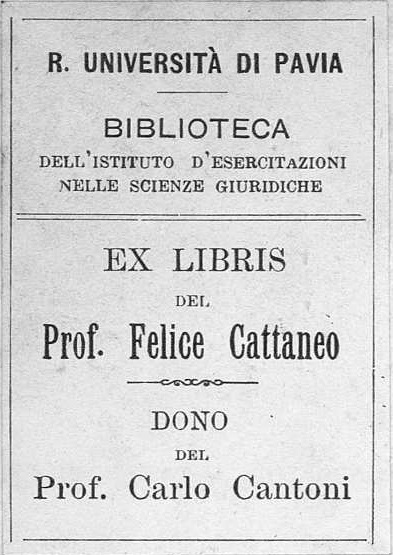
Ex libris di Felice Cattaneo apposto su un libro donato da Carlo Cantoni. Fondazione BEIC

Nel 1878 fu chiamato dalla ricostruita Facoltà di Lettere e Filosofia di Pavia alla cattedra di Filosofia teoretica che tenne per 28 anni; all'Università degli Studi di Pavia ricoprì anche il ruolo di preside della facoltà (nei periodi 1880-82 e 1898-1904) e di Magnifico Rettore (nei periodi 1882-84 e 1891-93).
Fu membro del Consiglio superiore del Ministero della Pubblica Istruzione e, nel 1898, venne nominato Senatore del Regno.
Fu anche membro dell'Accademia dei Lincei e dell'Istituto Lombardo di Scienze e Lettere.
Cantoni dal 1869 perseguì un progetto politico-culturale per la formazione della classe dirigente italiana, ispirato al rigore della preparazione professionale ed allo spirito di libertà.
Dedicò tutta la sua vita ed i suoi studi alla conoscenza ed alla diffusione del pensiero kantiano, di cui diede un'interpretazione dualistica in opposizione all'idealismo di Fichte e di Hegel.
Per i suoi studi sui filosofi tedeschi, ed in particolare sulla filosofia kantiana, nel 1904 gli venne assegnata la laurea honoris causa presso l'università tedesca di Königsberg. Scrisse molti libri tra cui Giovanbattista Vico, studi critici e comparativi e Corso elementare di filosofia.
Fu fautore, insieme ad Alfredo Piazzi e Michele Kerbaker, della libertà degli ordinamenti didattici, successivamente contrastata dal ministro Giovanni Gentile.
Morì a Gropello l'11 settembre 1906: le spoglie riposano nel Cimitero Vecchio nella cappella di famiglia raro esempio di liberty.
All'interno della cappella un busto di marmo realizzato dallo scultore Enrico Cassi riproduce le due figliolette Isabella Adele Giuditta (mancata all'età di 2 anni a Milano nel 1872 dove la famiglia risiedeva) e Isabella deceduta a Pavia nel 1881 all'età di 8 anni. Oltre agli altri membri della famiglia riposa qui anche la moglie Cristina Magenta.
Anche nel cortile dell'Università di Pavia vi è un busto in marmo, anch'esso opera del Cassi. La sua biblioteca è stata donata alla Biblioteca di Studi Umanistici dell'Università di Pavia.
La casa dove è nato e vissuto è stata mantenuta integra e si può pernottare al suo interno.
Nel 2004 l'amministrazione comunale ha intitolato al professore la Sala Polivalente della Biblioteca di Gropello Cairoli.